# Concierto para piano n.º 22 (Mozart)

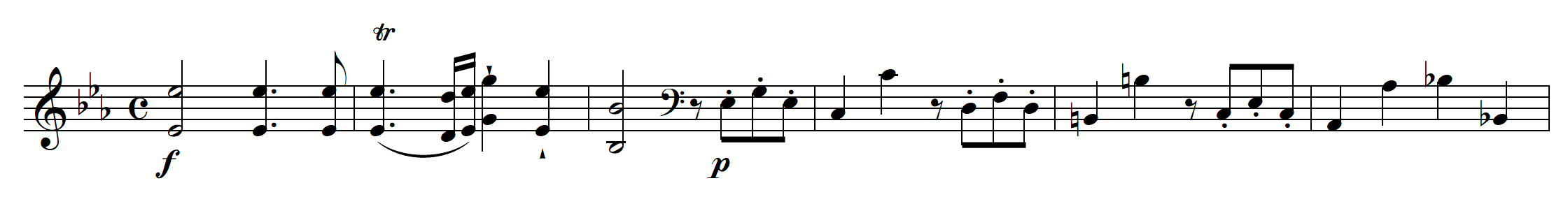
Tema principal del primer movimiento.

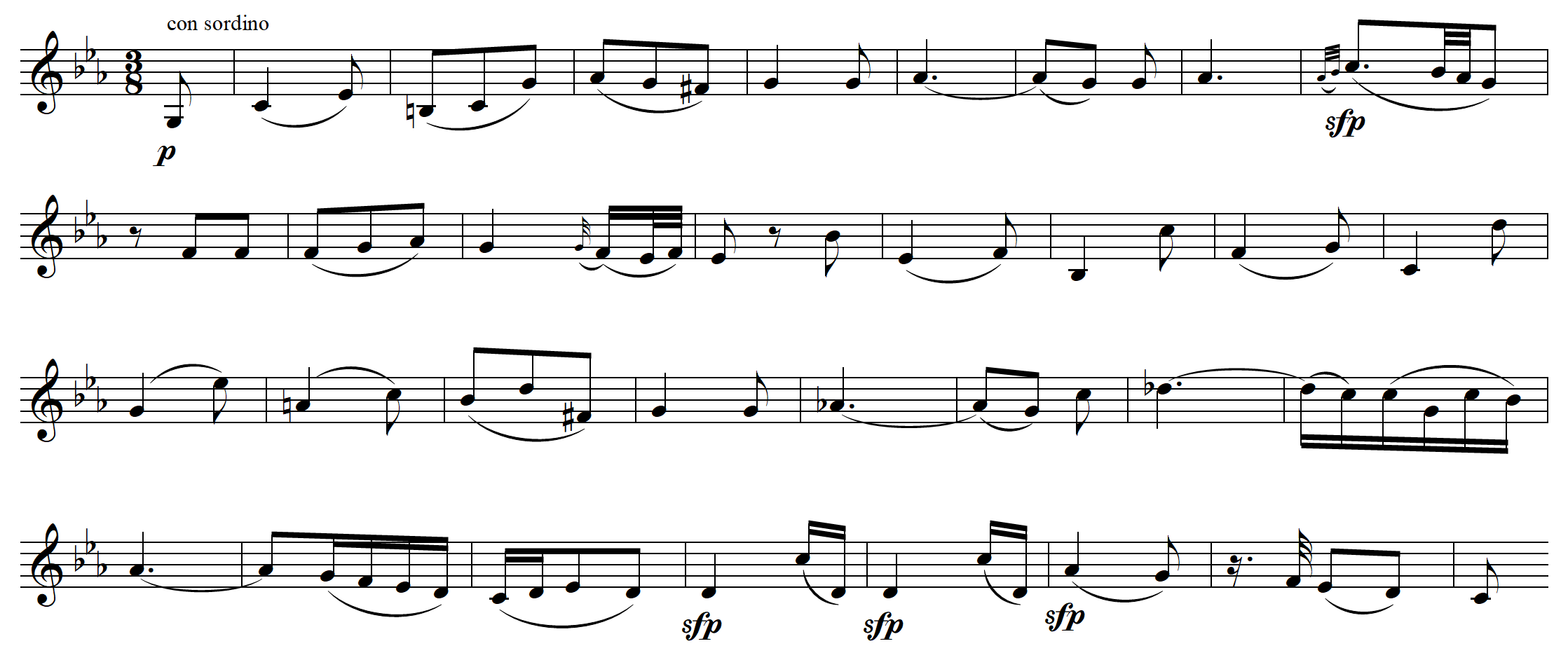
Tema principal del segundo movimiento.

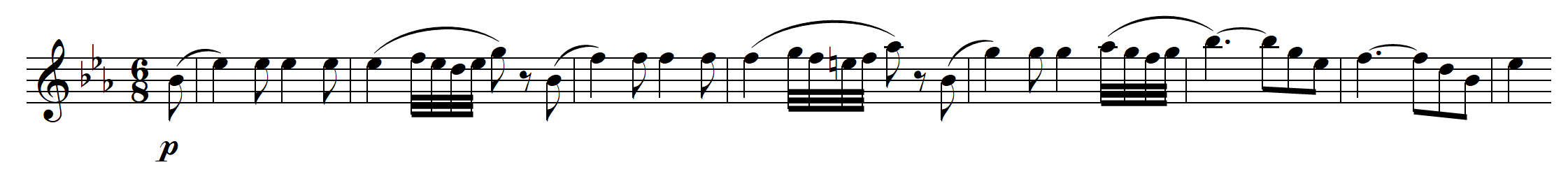
Tema principal del tercer movimiento.

El Concierto para piano n.º 22, en mi bemol mayor, K. 482, es una pieza concertante para pianoforte (o piano) y orquesta compuesto por Wolfgang Amadeus Mozart. Fue compuesto en diciembre de 1785.
Es el primer concierto de Mozart que incluye clarinetes en su orquestación.
Consta de tres movimientos:
1. Allegro
2. Andante
3. Allegro